# Église Saint-Pierre de Dampierre-en-Bray
Pour les articles homonymes, voir Église Saint-Pierre.
L'église Saint-Pierre est une église catholique située à Dampierre-en-Bray, en France.

## Localisation
L'église est située à Dampierre-en-Bray, commune du département français de la Seine-Maritime. 

## Historique
L'église est « l'une des plus grandes et plus anciennes du canton ». 
L'église est construite au XIIe siècle et modifiée au XVIIe siècle
L'édifice est inscrit au titre des monuments historiques par arrêté du 24 novembre 1926.

## Description
L'église possède une flèche couverte d'ardoises et un portail ogival du XVIe siècle.
L'édifice comporte une chaire du XVIe siècle et des dalles funéraires dont deux du XVIIe siècle.